# CSKA Sofia (sociedad deportiva)
El CSKA Sofía (en búlgaro: Централен спортен клуб на армията, Tsentralen sporten klub na armiyata; en castellano: «Club Deportivo Central del Ejército») es un club deportivo de Sofía, Bulgaria, que fue fundado el 5 de mayo de 1948 como Septemvri pri CDV, tras la unificación de dos clubes deportivos de la ciudad, el Chavdar y el Septemvri. Desde entonces, el club cambió su nombre varias veces antes de decidirse por CSKA en 1989.
El club es históricamente conocido como el club deportivo del Ejército búlgaro. En la actualidad los departamentos del club deportivo son autónomos y se separaron a partir de 1992. Además, la única conexión de los departamentos con el Ejército son las tradiciones históricas y el Estadio del Ejército Búlgaro.
Actualmente las secciones que pertenecen al CSKA Sofia son el fútbol, baloncesto, voleibol, tenis, lucha, atletismo, hockey sobre hielo, ajedrez, gimnasia, balonmano, taekwondo, boxeo, ciclismo, levantamiento de pesas y judo.

## Secciones
Las disciplinas deportivas más populares del club son:
- PFC CSKA Sofia, club de fútbol
- PBC CSKA Sofia, club de baloncesto
- PHC CSKA Sofia, club de hockey hielo
- VC CSKA Sofia, club de volleyball